# Лодердејл (Минесота)
Лодердејл (енгл. Lauderdale) град је у америчкој савезној држави Минесота.

## Демографија
По попису из 2010. године број становника је 2.379, што је 15 (0,6%) становника више него 2000. године.
| Група             | 2000.         | 2010.         |
| Белци             | 1.819 (76,9%) | 1.646 (69,2%) |
| Афроамериканци    | 116 (4,9%)    | 127 (5,3%)    |
| Азијати           | 305 (12,9%)   | 459 (19,3%)   |
| Хиспаноамериканци | 61 (2,6%)     | 80 (3,4%)     |
| Укупно            | 2.364         | 2.379         |